# Edmundo Sustaita
Edmundo Samuel Sustaita (20 de agosto de 1898 en Resistencia-18 de marzo de 1955, Buenos Aires) fue un militar perteneciente al Ejército Argentino y posteriormente a la Fuerza Aérea Argentina. Accedió a la jerarquía de brigadier mayor y fue comandante de la aeronáutica desde el 9 de febrero hasta el 3 de noviembre de 1945.

## Familia
Edmundo Sustaita nació el 20 de agosto de 1898, sus padres fueron Claudio Sustaita y María Lainfor. Pedro fue el segundo de los seis hijos del matrimonio. Su hermano Carlos Claudio era seis años mayor que Edmundo y los otros cuatro hermanos eran Rita Nicasia, María Avelina, Adolfo y Sara Balbina. El Brigadier Mayor Sustaita estaba casado con Alcira Chavarri. De este matrimonio nacieron tres hijos: Edmundo Miguel, Graciela Amalia y Estela Adela.
Fue también, tío abuelo de la diputada Elisa Carrió.

## Carrera
Terminados sus estudios secundarios, Sustaita decidió hacer la carrera militar. Ingresó al Colegio Militar de la Nación el 1 de marzo marzo de 1916, del cual egresaría, entre los últimos puestos de su promoción, dos años más tarde como subteniente del arma de caballería. El 1 de junio de 1925, inició el curso de aviador militar en la Escuela de Aviación Militar del cual se graduó en junio de 1926.

### Participación el golpe de Estado de 1930

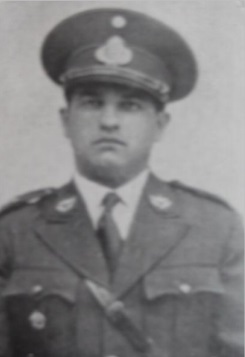
Edmundo Sustaita en 1930, cuando era Teniente Primero.

El por entonces teniente primero Edmundo Sustaita, destinado en la base aérea de El Palomar, suscribió a los planes del teniente general José Félix Uriburu para derrocar al presidente Hipólito Yrigoyen. La mayoría de los oficiales de la Aviación de Ejército simpatizaba con los planes golpistas de Uriburu. Sobre todo en la oficialidad joven.
Durante las últimas horas del 5 de septiembre, el director general de Aeronáutica, coronel Jorge Bartolomé Crespo, convocó a los oficiales de la base aérea para felicitarlos por la disciplina y la unidad y para solicitarles no adherir al movimiento dispuesto a interrumpir el orden institucional del país. Sin embargo, tras ese evento, los oficiales rebeldes realizaron una nueva y secreta reunión. Y fue en este cónclave donde se acordó que los cabecillas de las filas golpistas en El Palomar serían los capitanes Pedro Castex Lainfor y Claudio Rosales. Y que la función de enlace entre la base y Uriburu la llevaría a cabo Edmundo Sustaita. El Teniente Primero Sustaita promovió conversaciones políticas y buscaba conocer la opinión de cada oficial de la Base El Palomar para calcular las posibilidades de que éstos pudieran o no plegarse al golpe de Estado que se estaba gestando.
En uno de sus tantos vuelos desempeñándose como enlace entre la base de El Palomar y Uriburu, el teniente primero Sustaita sufrió un accidente mientras piloteaba un Avro Gosport. Si bien salió ileso, la aeronave sufrió considerables daños.

### Carrera después del golpe de 1930
Se desempeñó como agregado militar a la Embajada Argentina en Francia a partir del año 1931.
El 17 de marzo de 1941, siendo teniente coronel, Edmundo Sustaita fue enviado a prestar servicios como director de la Escuela Militar de Aviación, en la ciudad de Córdoba. En septiembre de ese año, Sustaita comenzó a conspirar con otros oficiales para llevar a cabo una sublevación contra el gobierno constitucional de Roberto Marcelino Ortiz y Ramón S. Castillo.
En los primeros días de septiembre de 1941 se comenzó a circular un rumor acerca de que la oficialidad joven de la aeronáutica preparaba un golpe contra el gobierno, debido al acercamiento con Estados Unidos. Los cabecillas eran el teniente coronel Edmundo Sustaita y el mayor Bernardo Menéndez, jefe de la Base Aérea Militar de General Urquiza. Los rumores fueron tomando forma luego de que una inspección de la Dirección de Arsenales del Ejército reportó el faltante de varias cajas de municiones para aviones en los polvorines de las bases aéreas.
Sin embargo, el golpe planeado para el 20 de septiembre fue desbaratado y el teniente coronel Sustaita fue citado a comparecer en el despacho del comandante del IV División de Ejército con sede en Córdoba, general de división Carlos von der Becke. Cuando Sustaita se apersonó a dicho lugar fue arrestado por von der Becke. Poco después fue arrestado el otro cabecilla de la sublevación, Menéndez.
Sustaita fue relevado de su cargo y puesto a disponibilidad por el ministro de Guerra Juan Nerón Tonazzi el 1 de octubre de 1941. Quince días después Sustaita y Menéndez fueron condenados a 4 meses de arresto en Campo de Mayo, sin posibilidad de recibir visita alguna.
Sin embargo, el 23 de diciembre de ese año, el vicepresidente Castillo, a cargo del Poder Ejecutivo, ordenó que los oficiales que conspiraron contra el gobierno en septiembre fuesen puestos en libertad y reincorporados al servicio activo. De esta manera, Sustaita fue destinado como jefe de la Base Aérea Militar de Coronel Pringles. Años después formó parte del derrocamiento de Ramón S. Castillo.
En 1943, tras el golpe de Estado fue designado como agregado militar a la Embajada Argentina en España.

## Titular de la Fuerza Aérea Argentina
El 4 de enero de 1945 es creada la Fuerza Aérea Argentina, y el coronel Edmundo Sustaita fue dado de alta en el escalafón de la Aeronáutica Militar permanente con el grado de comodoro, el equivalente al grado de coronel que ostentaba dentro de las filas del Ejército. Posteriormente se creó el cargo de comandante de la Fuerza Aérea Argentina, máximo cargo de mando militar dentro de la fuerza recientemente creada, el 9 de febrero de 1945. Ese mismo día se lo designó a Sustaita como el titular de la Aeronáutica. Permaneció frente al Comando de la aeronáutica por casi nueve meses, debido a que el 3 de noviembre de 1945 fue relevado del cargo. En su lugar fue designado el ahora Comodoro Oscar Muratorio, quien ejerció dicho cargo por siete días.
El 10 de octubre de ese mismo año, Sustaita es nombrado Secretario de Aeronáutica, cargo que ocupó brevemente hasta el 7 de noviembre.

## Actividad posterior
A finales de 1945, Sustaita asciende a brigadier y es destinado como Agregado Aeronáutica a la Embajada Argentina en España, donde permaneció hasta el 8 de enero de 1948, cuando finalizó su mandato en la agregaduría.
De vuelta en Argentina, quedó adscrito a la Presidencia de la República y ascendió a brigadier mayor a finales de 1948. Presentó voluntariamente su solicitud de pase a retiro a fines de 1952.
Falleció el 18 de marzo de 1955.